# Gouvelândia
Gouvelândia là một đô thị thuộc bang Goiás, Brasil. Đô thị này có diện tích 830,77 km², dân số năm 2007 là 3915 người, mật độ 4,7 người/km².